# Christian Vidal

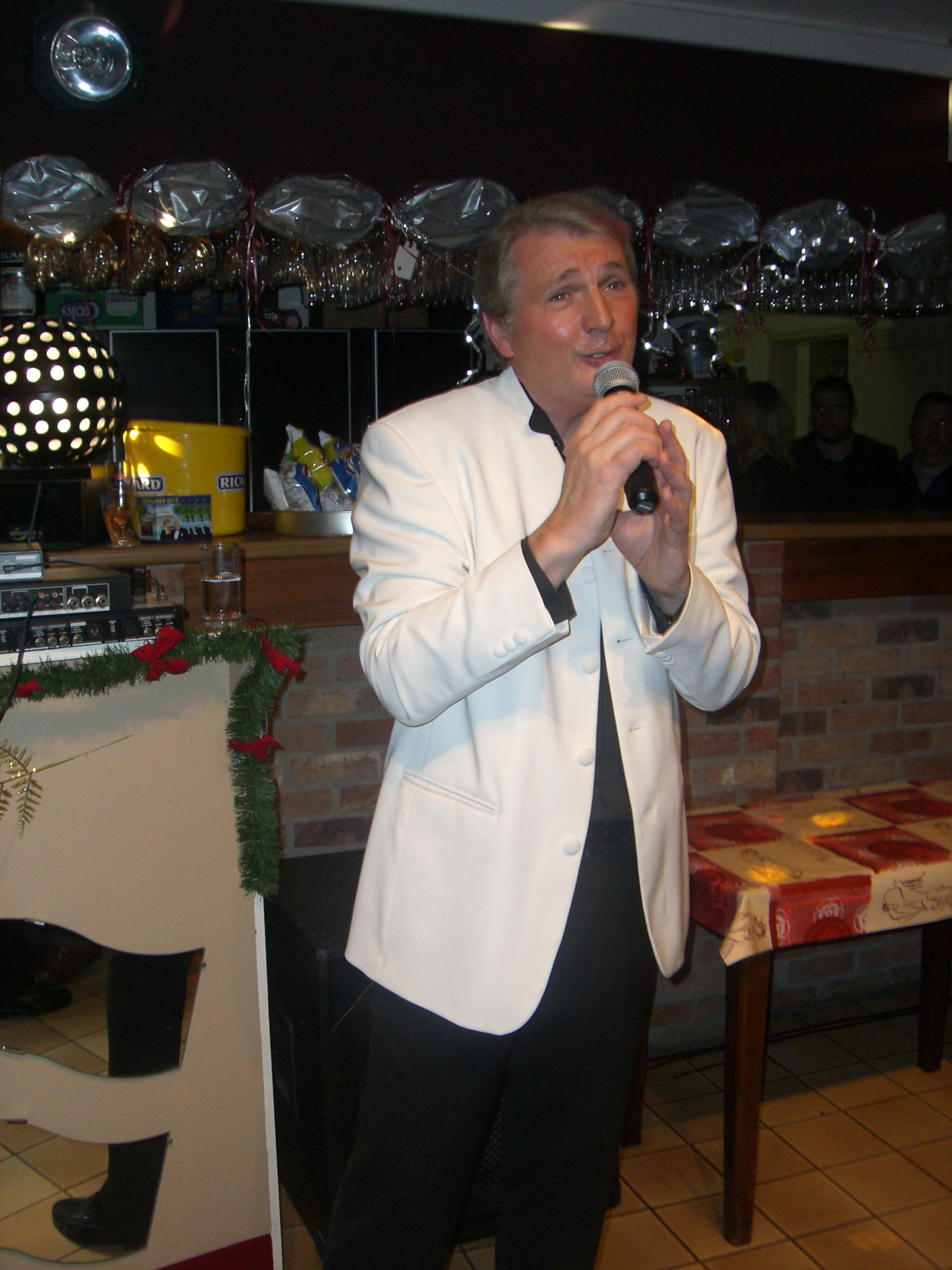
Christian Vidal

Christian Vidal (Brussel, 16 december 1950) is een Belgisch zanger die vooral in Wallonië, Frankrijk en Canada hits scoorde. Zijn grote doorbraak kwam in 1972 met het nummer 'Angélique', waarvan wereldwijd 1,6 miljoen stuks verkocht werden. In Frankrijk werden van de single 836.000 exemplaren verkocht. Vidal haalde ook de hitlijsten met singles als 'Sérénade', 'La chanson nostalgique', 'De je t'aime en je t'aime' en 'Les yeux de Marie'.
Albums van hem zijn onder andere Ses & Meilleures Chansons en het verzamelalbum Plus Belles Chanson.